# バンダレ・アンザリー
バンダレ・アンザリー（ペルシア語: بندر انزلى; Bandar-e Anzali ）は、イランのギーラーン州にあるカスピ海沿岸の港町。イラン革命以前はバンダレ・パフラヴィー（بندر پهلوى、Bandar-e Pahlavi）と呼ばれていた。近くには州都のラシュトがある。

## マラヴァンFC
当市にはスポーツクラブ「マラヴァーン・スポーツ・アンド・カルチャー・クラブ」（Malavan Sport and Cultural Club）があり、イランプレミアリーグ等で活躍するサッカークラブのマラヴァーンFCを抱えている。